# Charles Buls

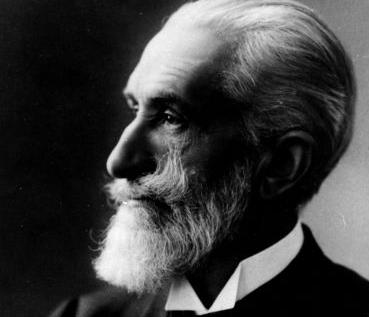
Charles Buls

Charles Buls, także Karel Buls (ur. 13 października 1837, zm. 13 lipca 1914) – belgijski polityk liberalny, w latach 1881–1899 burmistrz Brukseli, pisarz.

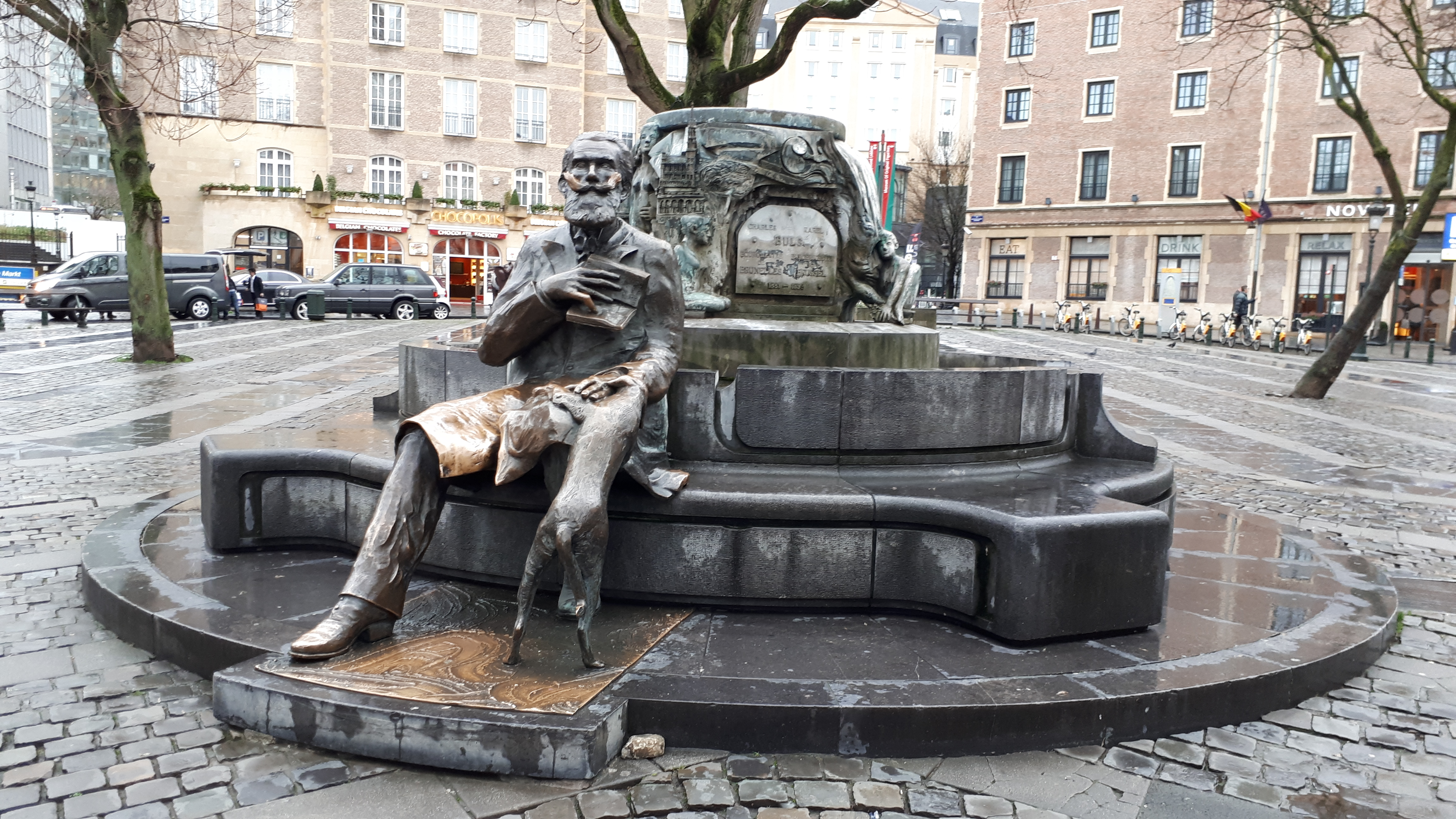
Pomnik Karela Bulsa

Syn złotnika, w młodości także uprawiał ten zawód. Działał na rzecz równego dostępu do edukacji. Jego największym osiągnięciem było skuteczne przeciwstawienie się Leopoldowi II, królowi-ludobójcy, kiedy ten zarządził wyburzenie zabudowań brukselskiej starówki. Jest upamiętniony nazwą ulicy w centrum miasta oraz pomnikiem (nadnaturalnej wielkości, siedzący na ławce ze swoim psem).